# Ерёминский
Ереминский — хутор в Верхнедонском районе Ростовской области. Входит в состав Казансколопатинского сельского поселения.

## География
Хутор расположен примерно в 13 км к северу от станицы Казанская. Ближайший населённый пункт — хутор Казанская Лопатина. Рядом с ним находится овраг Холостая балка.
На хуторе имеется одна улица: Ереминская.

## Население
| 1989 | 2002 | 2010 |
| ---- | ---- | ---- |
| 44   | ↘20  | ↘11  |

По данным на 2010 год, в Ерёминском было зарегистрировано 9 избирателей.

## Достопримечательности
Территория Ростовской области была заселена еще в эпоху неолита. Люди, живущие на древних стоянках и поселениях у рек, занимались в основном собирательством и рыболовством. Степь для скотоводов всех времён была бескрайним пастбищем для домашнего рогатого скота. От тех времен осталось множество курганов с захоронениями  жителей этих мест. Курганы и курганные группы находятся на государственной охране.
Поблизости от территории хутора Еременский Верхнедонского района расположено несколько достопримечательностей – памятников археологии. Они охраняются в соответствии с Федеральным законом от 25.06.2002 N 73-ФЗ "Об объектах культурного наследия (памятниках истории и культуры) народов Российской Федерации", Областным законом от 22.10.2004 N 178-ЗС "Об объектах культурного наследия (памятниках истории и культуры) в Ростовской области", Постановлением Главы администрации РО от 21.02.97 N 51 о принятии на государственную охрану памятников истории и культуры Ростовской области и мерах по их охране и др. 
- Курганная группа   "Круглый I"  из 2 курганов. Находится на расстоянии около 2 км к северо-западу от хутора Еременского.
- Курганная группа   "Круглый II" (6 курганов). Находится на расстоянии около 0,8 км к северо-западу  от хутора Еременского.
- Курганная группа   "Еременский I" (3 кургана). Находится на расстоянии около 0,4 км к северо-западу  от хутора Еременского.
- Курган  "Еременский II". Находится на расстоянии около 2,0 км к юго-востоку от хутора Еременского[6].